# Supercupa României la handbal feminin 2021-2022
Supercupa României la handbal feminin 2021–2022 a fost a 12-a ediție a competiției de handbal feminin românesc, organizată de Federația Română de Handbal (FRH) cu începere din 2007. Ediția 2021–2022 s-a desfășurat pe 23 august 2022, de la ora 20:30, în Sala Polivalentă din București. Competiția a fost sponsorizată de Baucem România.
Câștigătoarea trofeului a fost echipa CSM București, care a învins-o pe CS Rapid București cu scorul de 26–28.

## Televizări
Partida a fost transmisă în direct de canalul PRO•ARENA al trustului PRO și difuzată online și pe platforma de streaming a acestuia, VOYO.

## Echipe participante
În competiție s-au înfruntat CS Rapid București, câștigătoarea ediției 2021-2022 a campionatului național, și CSM București, câștigătoarea Cupei României.

## Dată
Data desfășurării Supercupei României a fost anunțată în regulamentul aprobat de Consiliul de Administrație al FRH în ședința din data de 2 august 2022.

## Bilete
Biletele s-au pus în vânzare online, dar au putut fi cumpărate și de la casieriile sălilor de sport în ziua competiției.

## Partidă
Partida a fost condusă de perechea de arbitri Gabriel Badiu și Ioan Barbu, ambii din Cluj-Napoca. La festivitatea de premiere au participat ministrul sportului, Eduard Novák, și președintele Federației Române de Handbal, Constantin Din, care au înmânat medaliile participantelor.
| 23 august 2022 PRO•ARENA20:30 | CS Rapid București | 26 – 28 | CSM București | Sala Polivalentă, București Arbitri: Badiu, Barbu |
| 23 august 2022 PRO•ARENA20:30 | Lacrabère 7        | (16–13) | Aune 7        | Sala Polivalentă, București Arbitri: Badiu, Barbu |
| 23 august 2022 PRO•ARENA20:30 | 3× 1×              | Raport  | 3×            | Sala Polivalentă, București Arbitri: Badiu, Barbu |

## Statistici

### Clasamentul marcatoarelor
Actualizat pe 23 august 2022
| Poz. | Nume                          | Echipă             | Goluri |
| ---- | ----------------------------- | ------------------ | ------ |
| 1    | Malin Aune (NOR)              | CSM București      | 7      |
| 1    | Alexandra Lacrabère (FRA)     | CS Rapid București | 7      |
| 3    | Orlane Kanor (FRA)            | CS Rapid București | 6      |
| 4    | Cristina Neagu (ROU)          | CSM București      | 5      |
| 4    | Elizabeth Omoregie (SLO)      | CSM București      | 5      |
| 6    | Eliza Buceschi (ROU)          | CS Rapid București | 4      |
| 7    | Jennifer Gutiérrez (SPA)      | CS Rapid București | 3      |
| 7    | Crina Pintea (ROU)            | CSM București      | 3      |
| 9    | Emilie Hegh Arntzen (NOR)     | CSM București      | 2      |
| 9    | Siraba Dembélé Pavlović (FRA) | CSM București      | 2      |
| 9    | Alicia Fernández (SPA)        | CS Rapid București | 2      |
| 9    | Kalidiatou Niakaté (FRA)      | CSM București      | 2      |
| 9    | Lorena Ostase (ROU)           | CS Rapid București | 2      |
| 14   | Alexandra Badea (ROU)         | CS Rapid București | 1      |
| 14   | Alexandra Dindiligan (ROU)    | CSM București      | 1      |
| 14   | Ainhoa Hernández (SPA)        | CS Rapid București | 1      |
| 14   | Grâce Zaadi Deuna (FRA)       | CSM București      | 1      |